# Бинокулярная конкуренция
Бинокулярная конкуренция — феномен зрительного восприятия, возникающий при предъявлении различных изображений правому и левому глазу. При этом испытуемый видит не смесь двух изображений, но вместо этого поочерёдно то одно, то другое изображение, сами фазы восприятия могут сменять друг друга нерегулярно. Поскольку зрительный стимул при этом не меняется, бинокулярная конкуренция служит экспериментальным доказательством того, что мозг не просто отображает внешнюю зрительную информацию, но активно создаёт воспринимаемый зрительный образ с участием собственных механизмов. Само восприятие в этом феномене становится мультистабильным, то есть субъективно воспринимаемый зрительный образ устойчиво держится какое-то время, прежде чем его сменит другой зрительный образ.
Переключение фаз восприятия правым и левым глазом при бинокулярной конкуренции может быть медленнее обычного при аутизме. Частота переключения может использоваться для количественной объективной оценки тяжести симптомов при аутизме, не требующей анализа речи и коммуникативных способностей пациентов или испытуемых, в том числе у маленьких детей.